# Mozaika (choroba roślin)
Mozaika – grupa chorób roślin, których głównym objawem jest powstawanie plam o odmiennej, nietypowej dla liści danego gatunku barwie. Jest to tzw. mozaikowatość będąca jedną z form przebarwień u roślin. Mozaiki roślin uprawnych wywoływane są niemal wyłącznie przez wirusy (jedynym wyjątkiem jest bakteryjna mozaika pszenicy).

## Mozaiki roślin uprawnych w Polsce
- bakteryjna mozaika pszenicy (Clavibacter michiganensis subsp. tessellarius)
- karłowa mozaika kukurydzy (Maize dwarf mosaic virus)
- łagodna mozaika kupkówki (Cocksfoot mild mosaic virus)
- mozaika arbuza (Watermelon mosaic virus)
- mozaika A ziemniaka (Potato virus A)
- mozaika aukuba ziemniaka (Potato aucuba mosaic virus)
- mozaika bobu (Bean yellow mosaic virus)
- mozaika borówki wysokiej (Blueberry mosaic associated virus)
- mozaika buraka (Beet mosaic virus)
- mozaika chmielu (Hop mosaic virus)
- mozaika dyni oleistej (Squash mosaic virus)
- mozaika gorczycy czarnej (Black mustard mosaic virus)
- mozaika i liściozwój grochu (Pea seed-borne mosaic virus)
- mozaika i pasiastość liści czosnku (Garlic mosaic virus, Garlic latent virus, Onion yellow dwarf virus, Shallot latent virus)
- mozaika jabłoni (Apple mosaic virus)
- mozaika kalafiora (Cauliflower mosaic virus)
- mozaika koniczyny białej (White clover mosaic virus)
- mozaika koniczyny czerwonej (Bean yellow mosaic virus)
- mozaika krzyżowych (Turnip mosaic virus)
- mozaika lucerny (Alfalfa mosaic virus)
- mozaika łubinu białego (White clover mosaic virus)
- mozaika maliny (kompleks Raspberry leaf mottle virus i Rubus yellow net virus lub Raspberry leaf mottle virus i Raspberry leaf spot virus)
- mozaika maku (Poppy mosaic virus lub Turnip mosaic virus)
- mozaika marchwi (Carrot mottle dwarf virus)
- mozaika ogórka (Cucumber mosaic virus)
- mozaika ogórka na cebuli (Cucumber mosaic virus)
- mozaika ogórka na pomidorze (Cucumber mosaic virus)
- mozaika ogórka na selerze (Cucumber mosaic virus)
- mozaika pomidora (Tomato mosaic virus)
- mozaika sałaty (Lettuce mosaic virus)
- mozaika szpinaku (Cucumber mosaic virus)
- mozaika wżerkowa pomidora (Tobacco etch virus)
- mozaika selera (Celery mosaic virus)
- mozaika soi (Soybean mosaic virus)
- mozaika X ziemniaka (Potato virus X)
- mozaika X ziemniaka na pomidorze (Potato virus X)
- mozaika życicy (Raygrass mosaic virus)
- mozaika pierścieniowa chmielu (Prunus necrotic ringspot virus)
- mozaika pierścieniowa gruszy (Apple chlorotic leaf spot virus)
- mozaika pszenicy ozimej (Winter wheat mosaic virus)
- mozaika rzepaku (Turnip mosaic virus)
- mozaika słonecznika (Sunflower mosaic virus)
- mozaika stokłosy (Brome mosaic virus)
- nekrotyczna mozaika koniczyny czerwonej (Red clover necrotic mosaic virus)
- nekrotyczna mozaika nostrzyka (Red clover necrotic mosaic virus)
- ostra mozaika grochu (Pea enation mosaic virus)
- paskowana mozaika jęczmienia (Barley stripe mosaic virus)
- paskowana mozaika pszenicy (Wheat streak mosaic virus)
- właściwa mozaika bobiku (Broad bean true mosaic virus)
- wstęgowa mozaika brzoskwini (kompleks Prunus necrotic ringspot virus i Apple mosaic virus)
- wstęgowa mozaika śliwy (Apple mosaic virus)
- zielona mozaika ogórka (Cucumber green mottle mosaic virus)
- zwykła mozaika bobiku (Bean yellow mosaic virus)
- zwykła mozaika fasoli (Bean mosaic virus)
- żółta mozaika cukinii (Zucchini yellow mosaic virus)
- żółta mozaika fasoli (Bean yellow mosaic virus)
- żółta mozaika rzepaku (Turnip yellow mosaic virus)[2][3].